# Пам'ятник Михайлові Грушевському (Лісники)
Пам'ятник Михайлові Грушевському (Лісники) — монументальне увіковічнення видатного українського історика та державного діяча Михайла Сергійовича Грушевського (1866—1934) в с. Лісники Києво-Святошинського району Київської області

## Історія створення пам'ятника
Пам'ятники М. Грушевському розташовані як у містах, так і по селах. Найчастіше вони виконують функцію ствердження української державності. У встановленні пам'ятників М. Грушевському вбачається дві тенденції: влада прагне мати зручне, неконфліктне місце для здійснення відповідних державницьких церемоній пам'яті, а громада маніфестує свою причетність до «українства». Також місцеві громади намагаються позначити у монументах свій зв'язок із М. Грушевським.
Так, поява пам'ятника у с. Лісники Києво-Святошинського району Київської області обумовлена тим, що тут знаходиться могила його діда Федора Грушевського. Історія школи с. Лісники тісно пов'язана з родиною Михайла Грушевського. У 1831 році Ф. В. Грушевського було висвячено на священика і 3 жовтня 1836 року отець Федір назавжди оселився в Лісниках. Про те, що Федір Васильович «служив не тільки Богові, а й людям», свідчить відкрита наприкінці 1830 року школа, де змогли вчитися діти лісниківських селян. Разом із сільською дітворою тут вчилися діти Федора Васильовича, зокрема Сергій, батько Михайла Грушевського. У Лісниках дід Михайла Грушевського жив 15 років, є його могила і обеліск, 12 років жив батько Грушевського, сам Михайло Грушевський часто приїздив у Лісники і залишив про це спогади.
В 2008 році завдяки Лісниківському сільському голові Сагач О. І., жителю села Барбари В. І., директора школи Осадчого В. П. на шкільному подвір'ї встановлено пам'ятник Михайлу Сергійовичу Грушевському.

## Опис
На чорному постаменті великими золотими буквами написано «Михайло Грушевський». Голова Центральної Ради Української Народної Республіки Михайло Грушевський представлений у повний зріст. Він був дійсним членом Національної академії наук, і членом Академії наук СРСР, багаторічним головою Наукового Товариства ім. Шевченка у Львові, завідувачем кафедрою історії Львівського університету, автором понад 2000 наукових робіт. Тож не дивно, що в руках він триває велику книгу, можливо, «Історію України-Руси». Його постать велична, погляд — довірливий і мудрий.